# 塞羅迪亞馬努
塞羅迪亞馬努（法語：Séro Diamanou），是馬里的城鎮，位於該國西部，由卡伊區的卡伊省負責管轄，面積923平方公里，海拔高度47米，2009年人口23,281，人口密度每平方公里25.22人。